# Boeing E-767
Boeing E-767 este o aeronavă de cercetare și alarmare îndepărtată (AWACS) care a fost proiectată ca răspuns la cerințele Forțelor de autoapărare aeriană a Japoniei. Este în esență radarul de supraveghere și sistemul de control aerian al lui Boeing E-3 Sentry instalat pe un Boeing 767-200.